# James Gordon (seriefigur)
James "Jim" Gordon, mer känd som kommissarie Gordon, är en fiktiv polis i serierna om Batman publicerade av DC Comics.

## Historia
Gordon gjorde sitt första framträdande i den allra första Batmanhistorien från Detective Comics 27 (maj 1939), och är därför den äldsta bifiguren i Batmanserierna.
Fram till 80-talet så var Gordons roll oftast liten, och han gjorde inte mycket själv utan lät Batman lösa alla fall. Det ändrades dock i mitten av 80-talet när hela seriebranschen började ändras och bli mer seriös och djup. Gordons roll växte och han visades som en lika stor hjälte som Batman själv.

## Fiktiv historia
Gordon är från början en polis i Chicago, men förflyttas till Gotham City som ett straff efter att han tagit emot en muta.[källa behövs]
Han bestämmer sig därefter att bli den hederligaste polisen Gotham någonsin sett, och får massa problem från sina kollegor och sin chef. Gothams poliskår är oerhört korrupt och ser Gordon som ett hot. Med hjälp från åklagare Harvey Dent och den mystiske Batman börjar han rensa staden från korruptionen som kväver den. Gordon höjs i rang och blir så småningom kommissarie. Han förnekar alltid sitt samarbete med Batman, även om deras allians är uppenbar. I de flesta versioner är det Gordon som kom på idén med Bat-signalen som sitter på polishögkvarterets tak, signalen som Gordon använder för att kontakta Batman med.

## Film och TV

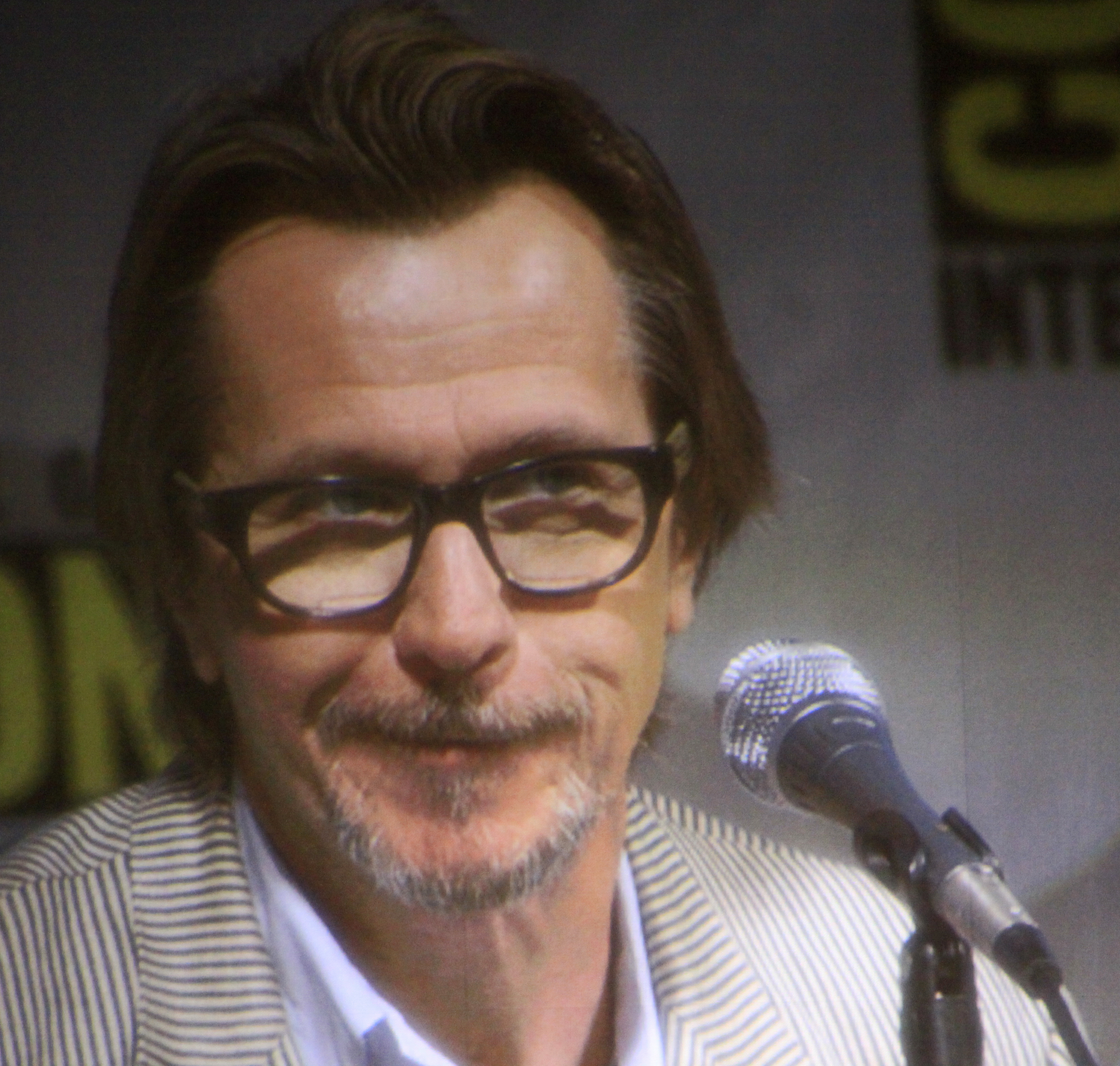
Gary Oldman spelar James Gordon i Christopher Nolans Batman-trilogi.

### 1940-talet
I den svart/vita filmserien Batman and Robin från 1949 spelas Gordon av Lyle Talbot.

### 1960-talet
I TV-serien Läderlappen och i filmen Batman: The Movie spelades Gordon av Neil Hamilton, och var oerhört inkompetent och klarade inte av någonting utan Batman och Robins hjälp.

### 1990-talet, animerad TV-serie, Burton och Schumachers filmer
I Tim Burton och Joel Schumachers fyra filmer spelades Gordon av Pat Hingle. Deras version är ganska lik 1960-talets. Gordon gör inte speciellt mycket utan litar sig på Batman att fånga in alla skurkar och rädda dagen.
I animerade TV-serien Batman: The Animated Series framfördes Gordons engelskspråkiga röst av Bob Hastings och på svenska av Per Sandborgh.

### 2000-talet, Nolans filmer
I Christopher Nolans Batman-filmer spelas Gordon av Gary Oldman. I de här filmerna har Gordon en mycket större och djupare roll. I Batman Begins visas det hur en ung Gordon tröstade Bruce efter att hans föräldrar mördats. Flera år senare blir Gordon Batmans första bundsförvant och tillsammans räddar de staden från Ra's al Ghuls attack.
I The Dark Knight har Gordon och Batman börjat slå till hårt mot stadens maffia, men deras tur vänder när den galne Jokern gör sin debut.